# حشرات زرافية
الحشرات الزرافية أو البق الرقيق ذو الخصر (الاسم العلمي: Nabidae) هي فصيلة من الحشرات نصفية الأجنحة، هناك أكثر من 400 نوع. هي لينة جسديا، تعتبر من الأنواع المفيدة في الزراعة بسبب افتراسها على عدة أنواع من الحشرات التي تسبب آفات على المحاصيل. تتكاثر اعدادها في حقول البقوليات مثل البرسيم، ولكن يمكن العثور عليها في العديد من المحاصيل الأخرى وحتى في المناطق غير المزروعة. يميل لونها إلى الأصفر ولها اعين كبيرة، وأرجل طويلة. إنها أيضا مفترسة، وتقوم باصطياد تقريبا أي حشرة أصغر منها، وتأكل بعضها البعض عندما لا يتوفر أي طعام آخر.